# Chery Tansuo 06
Chery Tansuo 06 – samochód osobowy typu SUV klasy kompaktowej produkowany pod chińską marką Chery od 2023 roku.

## Historia i opis modelu

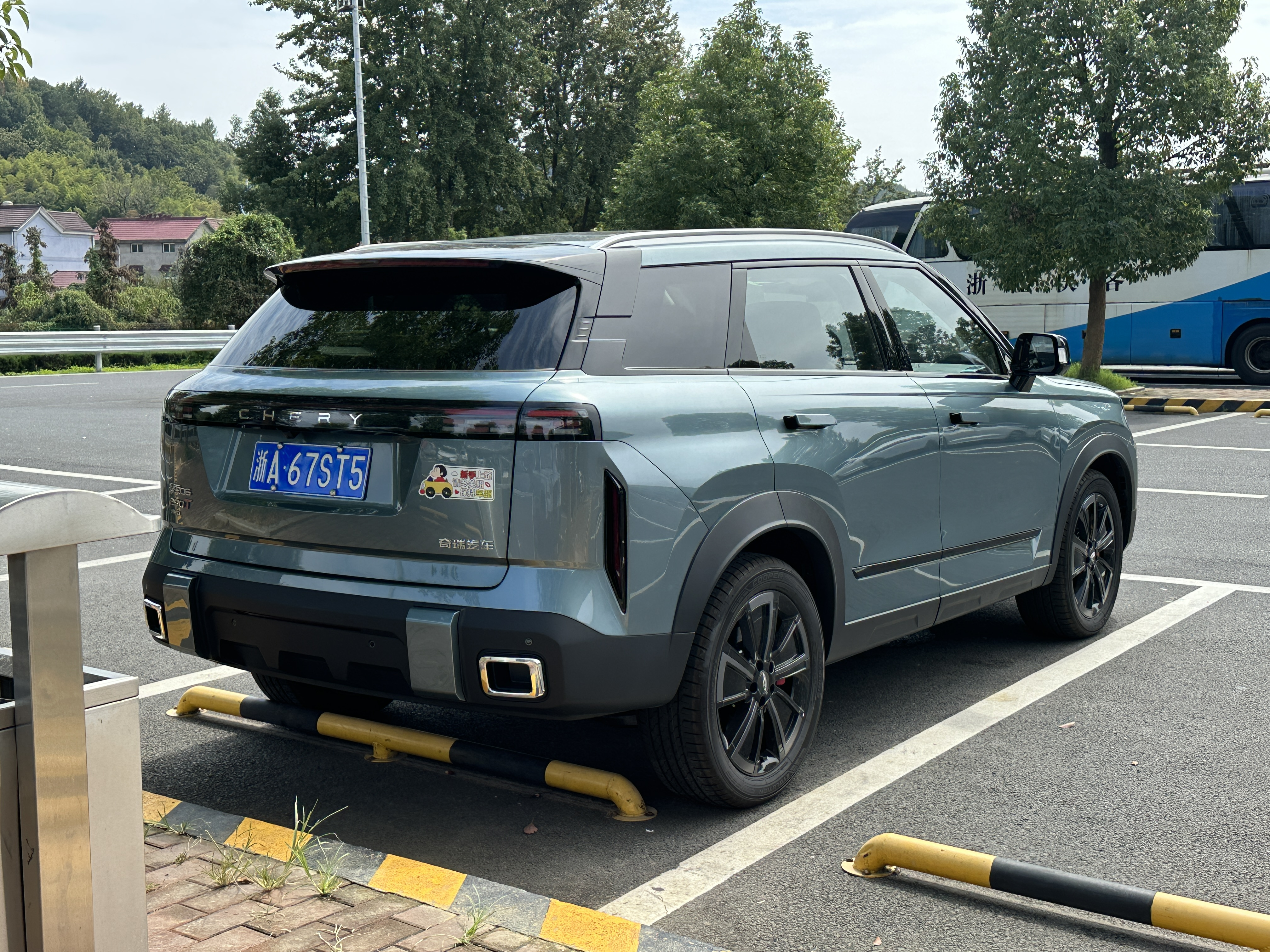
Chery Tansuo 06 - tył

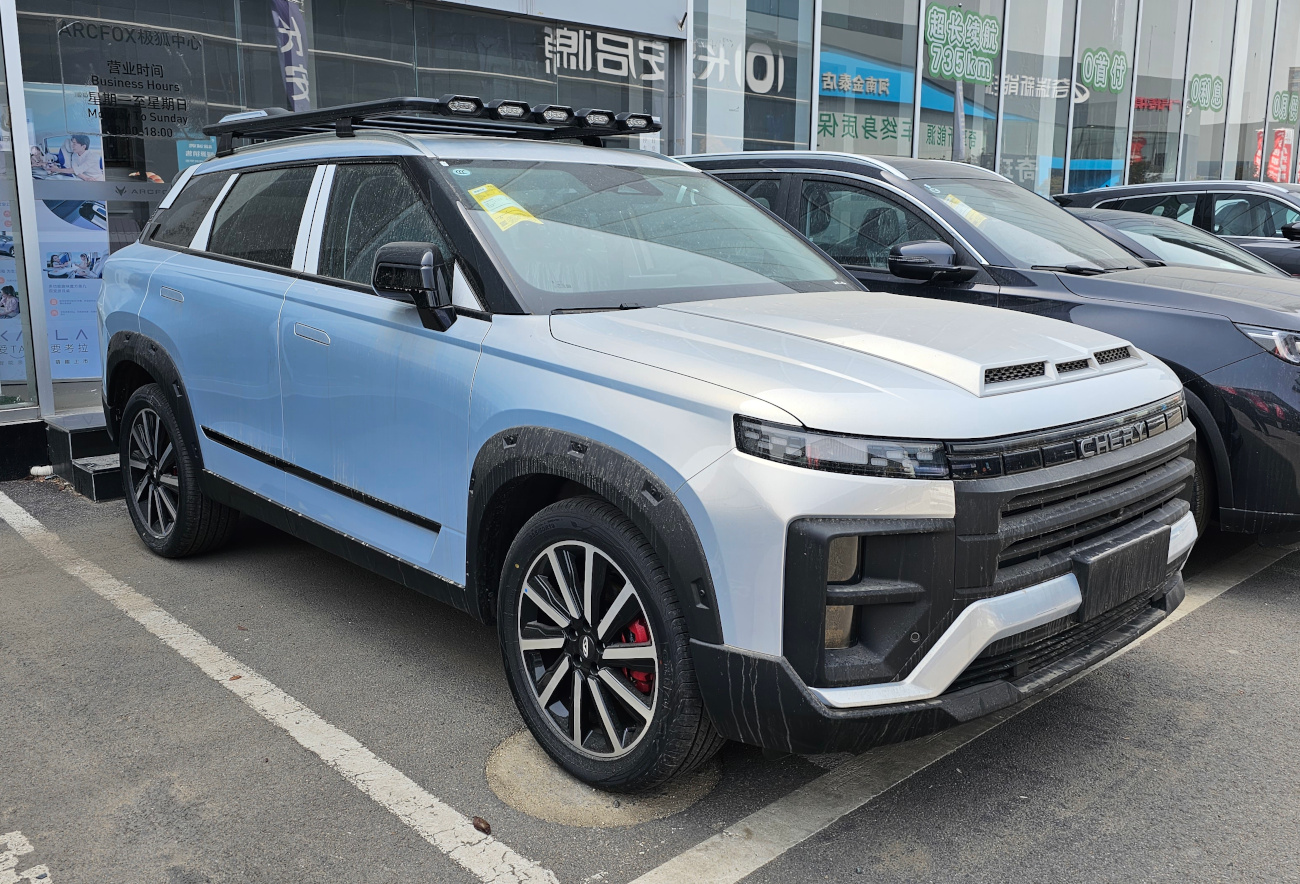
Chery Tansuo 06 Knight Edition

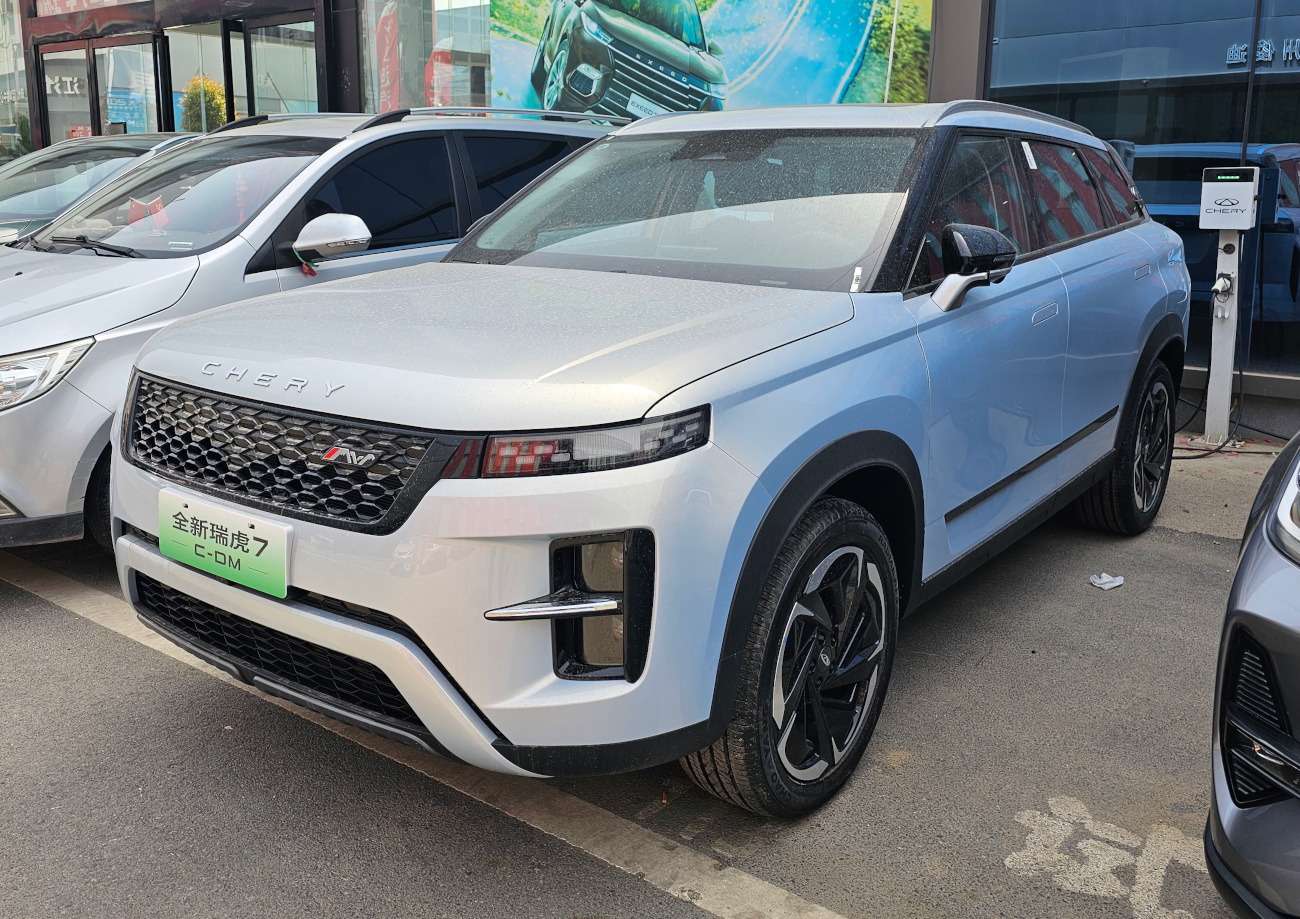
Chery Tiggo 7 High Energy

W kwietniu 2023 roku podczas wydarzenia Chery Night w siedzibie koncernu w chińskim Wuhu miała miejsce premiera przedprodukcyjnego prototypu Chery TJ-1 zwiastującego nowego, kompaktowego SUV-a w gamie marki stanowiącego odpowiedź na rosnącą tam popularność samochodów w estetyce offroadowej. Produkcyjny model pod nazwą Chery Tansuo 06 zadebiutował 3 miesiące później, w lipcu 2023. 
Samochód utrzymano w kanciastej estetyce, z wysoko poprowadzoną linią okien, wąskim i wysoko osadzonym oświetleniem wspartym dodatkowym rzędem niżej osadzonych reflektorów z przodu, a także masywnym i rozbudowanym przednim grillem z dużym napisem "CHERY" na środku. Innymi charakterystycznymi detalami zostały chowane klamki, a także pokryty czarnym plastikiem słupek "D".
Kabina pasażerska utrzymana została w surowej estetyce, z masywną deską rozdzielczą zdobioną przez skrajne pionowe nawiewy pokryte chromem. Przed kierowcą umieszczono 10,25-calowy wyświetlacz cyfrowych zegarów, a w centralnym punkcie kokpitu umieszczono zorientowany pionowo 13,2-calowy dotykowy ekran systemu multimedialnego. Wysoko poprowadzoną konsolę środkową utworzył rozbudowany selektor automatycznej skrzyni biegów, dwa uchwyty na kubki i dwie tacki do indukcyjnego ładowania telefonów.
Do napędu Chery Tansuo 06 w bazowych wariantach wykorzystany został czterocylindrowy, benzynowy turbodoładowany silnik o pojemności 1,6 litra. Rozwinął on moc 197 KM i 290 Nm maksymalnego momentu obrotowego, współpracując z napędem przednim lub AWD oraz 7-stopniową automatyczną dwusprzęgłową skrzynią biegów.

### Tansuo 06 Knight Edition
W kwietniu 2024 portfolio Chery w Chinach poszerzyła odmiana specjalna Tansuo 06, Knight Edition. Samochód przeszedł obszerne modyfikacje wizualne, zyskując przeprojektowany przedni zderzak z większą osłoną chłodnicy, nakładki z czarnego plastiku na nadkola oraz imitację wlotów powietrza na masce. Ponadto, samochód wzbogacił offroadowy pakiet stylistyczny w postaci bagażniku dachowego, haku holownczego oraz dodatkowych zewnętrznych schowków za słupkami C.

### Fulwin T6
W czerwcu 2024 w ofercie bratniego Chery Fulwin pojawiła się hybrydowa wariacja na temat Tansuo 06 pod nazwą Chery Fulwin T6. Samochód zyskał przeprojektowany pas przedni, z listwą świetlną pomiędzy reflektorami i brakiem dużego wlotu powietrza na rzecz nisko osadzonej niewielkiej osłony chłodnicy. Przemodelowano ponadto jeszcze zderzak tylny, a także boczki drzwi i układ tunelu środkowego wewnątrz. Do napędu Fulwina T6 wykorzystano 154-konny turbodoładowany silnik benzynowy o pojemności 1,5 litra oraz 201-konny silnik elektryczny, łącznie rozwijając moc 355 KM. Bateria o pojemności 18,32 dostarczona przez spółkę BYD, FinDreams, pozwoliła na uzyskanie do 120 kilometrów zasięgu w trybie elektrycznym.

### Tiggo 7 High Energy
W październiku 2024 chińska gama wariantów Chery Tansuo 06 została poszerzona o jeszcze jeden model, który otrzymał nazwę Chery Tiggo 7 High Energy. Samochód wyróżnił się inną stylistyką pasa przedniego w stylu modeli Land Rovera, z charakterystycznym zadartym zderzakiem i wąską, obłą u dołu wysoko osadzoną osłoną chłodnicy. Na masce znalazł się napis "CHERY", a inne zmiany wizualne objęły jeszcze tylny zderzak oraz konsolę centralną wewnątrz.

### Sprzedaż
Chery Tansuo 06 trafiło do sprzedaży na rodzimym rynku chińskim na miesiąc po premierze, w sierpniu 2023 roku, wzbogacając obszerną lokalną ofertę kompaktowych SUV-ów. Najtańszy z czterech wariantó został tam wyceniony na 116 900 juanów, z kolei topowy - na kwotę 139 900 juanów.

### Silnik
- R4 1.5l Turbo 197 KM
- R4 1.5l PHEV 355 KM

### Jaecoo J7

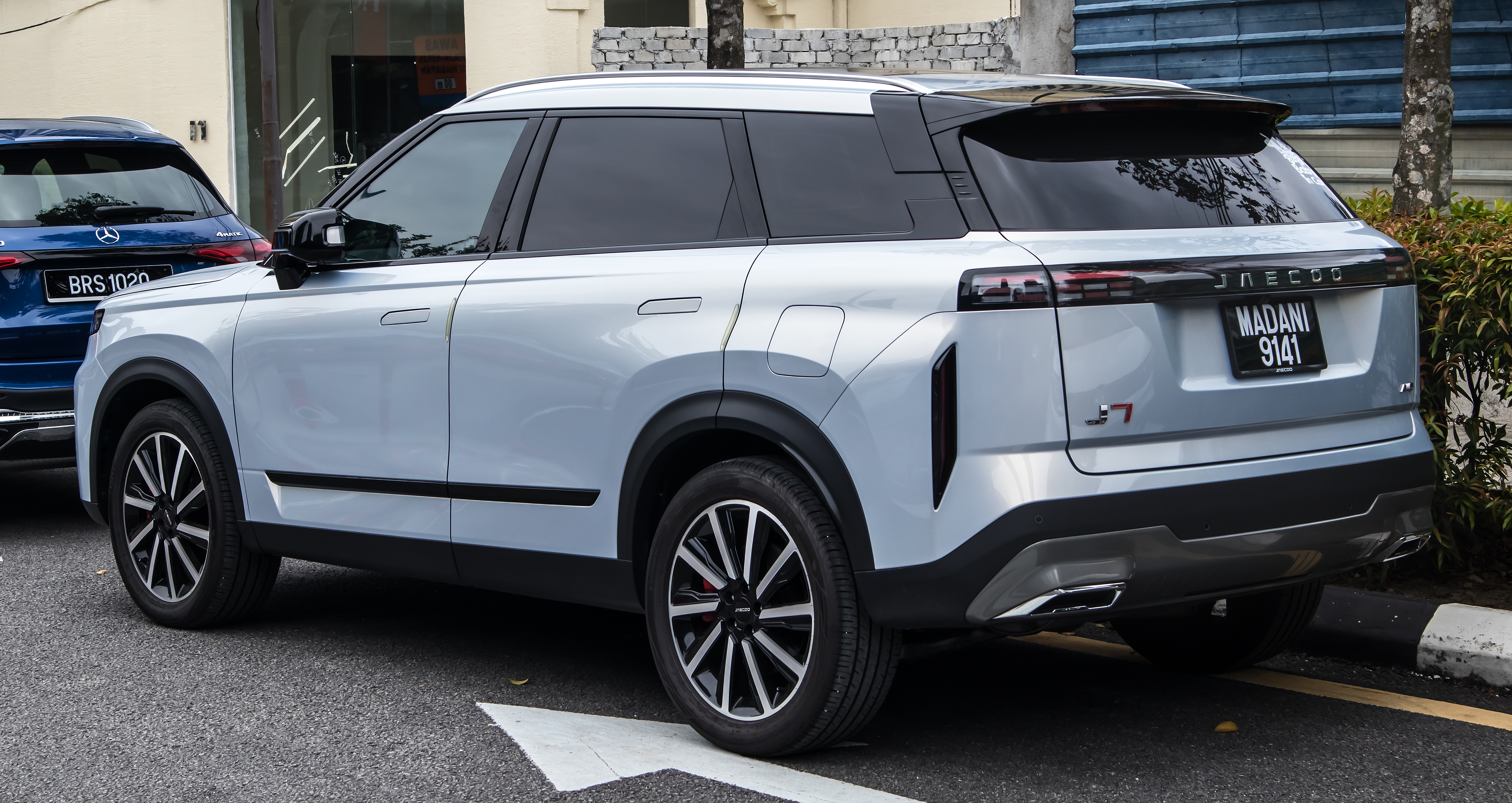
globalne Jaecoo J7 - tył

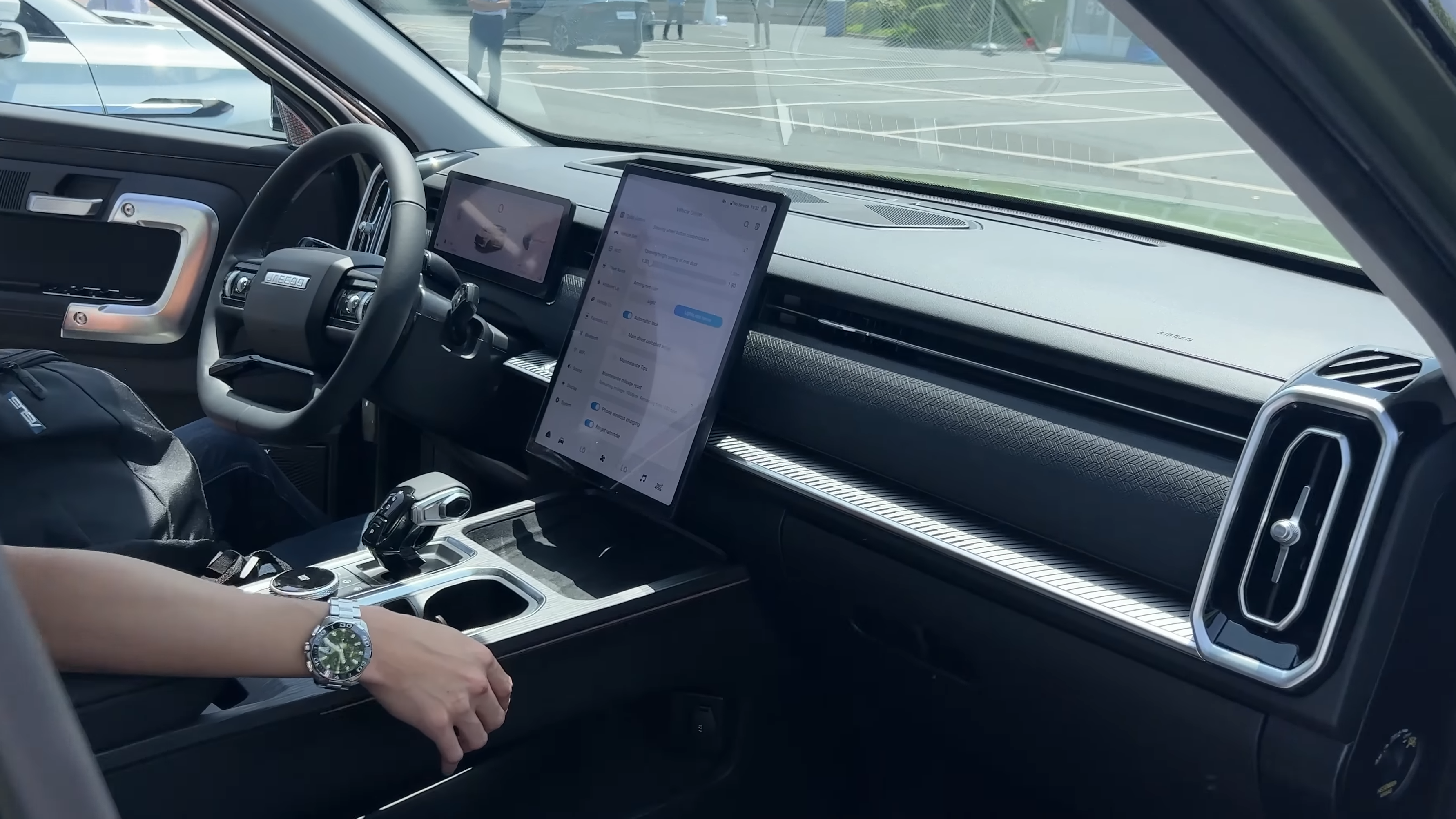
globalne Jaecoo J7 - wnętrze

Jaecoo J7 zostało zaprezentowane po raz pierwszy w 2023 roku.
Choć Tansuo 06 w offroadowym wariancie stylistycznym trafiło do sprzedaży tylko na rodzimym rynku chińskim, tak sam model opracowany został przez koncern Chery z myślą o globalnej ekspansji. Odmiana na rynki eksportowe zyskała inną stylizację zewnątrzną, odznaczającą się przemodelowanymi zderzakami z mniejszą ilością wstawek o kontrastującej barwie, a także mniejszym, kanciastym grillem z chromowanymi poprzeczkami. Modyfikacji nie przeszła z kolei kabina pasażerska, zdominowana przez pionowy 13,2-calowy dotykowy wyświetlacz.
Jednocześnie, samochód zachował te same parametry techniczne co bazowe Tansuo 06 pod postacią przystosowania do jazdy po niezaawansowanych warunkach bezdroży: 20-stopniowy kąt natarcia, 24-stopniowy kąt zjazdowy i 605 milimetrów brodzenia w płytkiej wodzie. Zmianom nie uległa też 1,6-litrowa, turbodoładowana benzynowa jednostka napędowa o mocy 197 KM, która jednakże na potrzeby lokalnych norm emisji przeszła modyfikacje na rynku europejskim - posiadając tam moc zmniejszoną do 147 KM, obniżone 274 Nm maksymalnego momentu obrotowego i w efekcie 11,4 sprintu od 0 do 100 km/h.

### 7 PHEV/Tansuo 06 C-DM
W kwietniu 2024 na międzynarodowych targach w Pekinie zadebiutowała hybrydowa odmiana Tansuo 06 w pakiecie stylistycznym Urban Edition. Model o nazwie C-DM zyskał przemodelowaną kabinę pasażerską z innym wyglądem boczków drzwi i tunelu środkowego, a także spalinowo-elektryczny układ napędowy tworzony przez turbodoładowany, 1,5-litrowy silnik benzynowy o mocy 156 KM z 204-konną jednostką elektryczną. Łącznie Tansuo 06 C-DM rozwinął moc 360 KM i 530 Nm maksymalnego momentu obrotowego, oferując do 93 kilometrów zasięgu w trybie czysto elektrycznym.

### Sprzedaż
Samochód odrębnym względem chińskiego Chery Tansuo 06 pakiecie stylistycznym powstał głównie z myślą o eksportowych rynkach zbytu, stając się pierwszym modelem powstałej na ich potrzeby nowej marki Jaecoo. W pierwszej kolejności jako Jaecoo J7 samochód zadebiutował we wrześniu 2023 na rynku rosyjskim, a miesiąc później także w Kazachstanie. W grudniu tego samego roku Chery zdecydowało się wprowadzić model w eksportowym pakiecie stylistycznym także do sprzedaży na lokalnym chińskim rynku jako Chery Tansuo 06 Urban Edition. W lutym 2024 roku jako Jaecoo 7 samochód trafił do sprzedaży także na rynkach Ameryki Łacińskiej poczynając od Meksyku, a jako J7 wiosną poszerzono jego zasięg rynkowy o Południową Afrykę oraz Izrael. W lipcu 2024 Jaecoo J7 trafiło do sprzedaży w regionie Bliskiego Wschodu i Azji Wschodniej, a w tym samym czasie chińska marka rozpoczęła ekspansję na rynkach europejskich jako Jaecoo 7 poczynając od Włoch. We wrześniu 2024 samochód trafił do sprzedaży w Polsce i w Hiszpanii, z planami uruchomienia lokalnej produkcji w dawnych zakładach Nissan Iberica w Barcelonie. W październiku tego samego roku uruchomiono sprzedaż w Iranie jako Lucano L7.

### Silniki
- R4 1.5l Turbo 197 KM
- R4 1.6l PHEV 360 KM